# Саут-Віллард (Юта)
Саут-Віллард (англ. South Willard) — переписна місцевість (CDP) в США, в окрузі Бокс-Елдер штату Юта. Населення — 1840 осіб (2020).

## Географія
Саут-Віллард розташований за координатами 41°21′29″ пн. ш. 112°2′27″ зх. д. / 41.35806° пн. ш. 112.04083° зх. д. (41.358015, -112.040968).  За даними Бюро перепису населення США в 2010 році переписна місцевість мала площу 15,14 км², уся площа — суходіл.

## Демографія
Згідно з переписом 2010 року, у переписній місцевості мешкала 1571 особа в 474 домогосподарствах у складі 398 родин. Густота населення становила 104 особи/км².  Було 501 помешкання (33/км²).
Расовий склад населення:
| - 91,9 % — білих - 0,8 % — корінних американців - 0,8 % — азіатів - 0,7 % — чорних або афроамериканців - 0,1 % — вихідців з тихоокеанських островів - 3,0 % — осіб інших рас |

До двох чи більше рас належало 2,6 %. Частка іспаномовних становила 7,4 % від усіх жителів.
За віковим діапазоном населення розподілялося таким чином: 37,4 % — особи молодші 18 років, 57,1 % — особи у віці 18—64 років, 5,5 % — особи у віці 65 років та старші. Медіана віку мешканця становила 30,0 року. На 100 осіб жіночої статі у переписній місцевості припадало 103,8 чоловіків;  на 100 жінок у віці від 18 років та старших — 103,3 чоловіків також старших 18 років.
Середній дохід на одне домашнє господарство  становив 92 442 долари США (медіана — 84 050), а середній дохід на одну сім'ю — 92 957 доларів (медіана — 83 400). За межею бідності перебувало 18,2 % осіб, у тому числі 21,7 % дітей у віці до 18 років та 29,0 % осіб у віці 65 років та старших.
Цивільне працевлаштоване населення становило 819 осіб. Основні галузі зайнятості: виробництво — 16,0 %, науковці, спеціалісти, менеджери — 13,4 %, публічна адміністрація — 12,8 %.